# Master-General of the Ordnance
Il Master-General of the Ordnance (MGO) fu uno dei principali gradi d'esercito dell'esercito inglese prima del 1855, quando la Board of Ordnance venne abolita.

## Responsabilità
Incarico solitamente detenuto da un generale, il Master-General of the Ordnance era responsabile di tutta l'artiglieria, l'ingegneria militare, le fortificazioni, i trasporti gli ospedali da campo e molto altro per tutto l'esercito inglese, e non era subordinato al comandante in capo dell'esercito. Nel 1764 tale officio emanò il British standard ordnance weights and measurements per l'artiglieria, uno dei primi standard di misurazione del mondo.
L'incarico era inoltre frequentemente caratterizzato da una posizione sempre più di stampo governativo tra fine del XVIII e inizio del XIX secolo e dal 1806 essa, de facto, rappresentò più una nomina politica. Nel 1855 l'incarico fu discontinuo ed ebbe perlopiù un valore cerimoniale sempre più rivestito dal comandante in capo stesso. Nel 1904 l'incarico venne ristabilito sino al 1938 col nome di Master-General of the Ordnance ed era il quarto membro militare della Army Board.
Nel 1913 il controllo dell'aviazione venne separata dalle responsabilità del Master-General of the Ordnance e questo segnò indelebilmente la decadenza della posizione a pura nominalità.
Il ruolo, onorifico, esiste tutt'oggi e viene assegnato ad un militare del rango di maggiore generale.

## Masters-General of the Ordnance, 1544–1855
- Nicholas Merbury, c. 1415–1420 da Enrico V[4]
- Sir Thomas Seymour 1544–1547
- Sir Philip Hoby 1547–1554
- Sir Richard Southwell 1554–1559
- Ambrose Dudley, III conte di Warwick 1560–1585
- Ambrose Dudley, III conte di Warwick con Sir Philip Sidney 1585–1586
- Ambrose Dudley, III conte di Warwick 1586–1590
- Sir Henry Lee di Ditchley 1590–1597
- Robert Devereux, II conte di Essex 1597–1601
- vacante 1601–1603
- Charles Blount, I conte di Devonshire 1603–1606
- vacante 1606–1608
- George Carew, I lord Carew, I conte di Totnes (1626) 1608–1629
- Horace Vere, I lord Vere di Tilbury 1629–1634
- Mountjoy Blount, I conte di Newport 1634–1661
- Sir William Compton 1661–1663
- in commissione 1664–1670

William Berkeley, I lord Berkeley
Sir John Duncombe
Thomas Chicheley
- Sir Thomas Chicheley 1670–1679
- in commissione 1679–1682

Sir John Chicheley
Sir William Hickman, II baronetto
Sir Christopher Musgrave
- George Legge, I barone Dartmouth 1682–1688
- Frederick Schomberg, I duca di Schomberg 1689–1690
- vacante 1690–1693
- Henry Sidney, I conte di Romney 1693–1702
- John Churchill, I duca di Marlborough 1702–1712
- Richard Savage, IV conte Rivers 1712
- James Hamilton, IV duca di Hamilton 1712
- vacante 1712–1714
- John Churchill, I duca di Marlborough 1714–1722
- William Cadogan, I conte Cadogan 1722–1725
- François de La Rochefoucauld, feldmaresciallo 1725
- John Campbell, II duca di Argyll 1725–1740
- John Montagu, II duca di Montagu 1740–1742
- John Campbell, II duca di Argyll 1742
- John Montagu, II duca di Montagu 1742–1749
- vacante 1749–1755
- Charles Spencer, III duca di Marlborough 1755–1758
- vacante 1758–1759
- John Ligonier, I visconte Ligonier 1759–1763
- John Manners, marchese di Granby 1763–1770
- vacante 1770–1772
- George Townshend, IV visconte Townshend 1772–1782
- Charles Lennox, III duca di Richmond 1782–1783
- George Townshend, IV visconte Townshend 1783–1784
- Charles Lennox, III duca di Richmond 1784–1795
- Charles Cornwallis, I marchese Cornwallis 1795–1801
- John Pitt, II conte di Chatham 1801–1806
- Francis Rawdon Hastings, II conte di Moira 1806–1807
- John Pitt, II conte di Chatham 1807–1810
- Henry Phipps, I conte di Mulgrave 1810–1819
- Arthur Wellesley, I duca di Wellington 1819–1827
- Henry William Paget, I marchese di Anglesey 1827–1828
- William Carr Beresford, I visconte Beresford 1828–1830
- Sir James Kempt 1830–1834
- Sir George Murray 1834–1835
- Sir Richard Hussey Vivian, I baronetto 1835–1841
- Sir George Murray 1841–1846
- Henry William Paget, I marchese di Anglesey 1846–1852
- Henry Hardinge, I visconte Hardinge 1852
- Fitzroy James Henry Somerset, I barone Raglan 1852–1855

## Dopo il 1855
Incarico vacante dal 1855 al 1904
- Luogotenente Generale Sir James Murray (1904–1907)
- Maggiore Generale Sir Charles Hadden (1907–1913)
- Maggiore Generale Sir Stanley Von Donop (1913–1916)
- Luogotenente Generale Sir William Furse (1916–1919)
- Luogotenente Generale  Sir John Du Cane (1920–1923)
- Luogotenente Generale Sir Noel Birch (1923–1927)
- Luogotenente Generale Sir Webb Gillman (1927–1931)
- Luogotenente Generale Sir Ronald Charles (1932–1934)
- Luogotenente Generale Sir Hugh Elles (1934–1938)

L'incarico venne abolito da Hore-Belisha, Segretario di Stato per la Guerra e non venne ripristinato che nel 1959:
- Luogotenente Generale Sir John Cowley (1960–1962)
- Generale Sir Cecil Sugden (1962–1963)
- Luogotenente Generale Sir Charles Jones (1963–1966)
- Luogotenente Generale Sir Charles Richardson (1966–1971)
- Generale Sir Noel Thomas (1971–1974)
- Generale Sir John Gibbon (1974–1977)
- Generale Sir Hugh Beach (1977–1981)
- Generale Sir Peter Leng (1981–1983)
- Generale Sir Richard Vincent (1983–1987)
- Generale Sir John Stibbon (1987–1991)
- Generale Sir Jeremy Blacker (1991–1995)
- Luogotenente Generale Sir Robert Hayman-Joyce (1995–1998)
- Maggiore Generale David Jenkins (1998–2000)
- Maggiore Generale Peter Gilchrist (2000–2004)
- Maggiore Generale Andrew Figgures (2004–2006)
- Maggiore Generale Dick Applegate (giugno 2006 - novembre 2006)
- Maggiore Generale Christopher Wilson (2006-2010)
- Maggiore Generale William Moore (dal gennaio 2010)